# تحقیقات فلسفی
پژوهش‌های فلسفی (به آلمانی: Philosophische Untersuchungen) نام کتابی از لودویگ ویتگنشتاین که از آن به عنوان یکی از تاثیرگذارترین آثار فلسفی قرن بیستم یاد می‌کنند. این کتاب که پس از رساله منطقی-فلسفی و در رد برخی ایده‌های آن نوشته شد، پس از مرگ ویتگنشتاین به چاپ رسید. در این کتاب نویسنده به طرح مسائل و بحث درباره موضوعاتی چون منطق، معناشناسی، فلسفه ریاضیات و فلسفه ذهن پرداخته. او این دیدگاه را معرفی کرد که ریشه بسیاری از مسائل فلسفی از کژتابی‌های زبانی حاصل می‌شود. در این کتاب ویتگنشتاین معنای یک واژه را معادل دانستن کاربرد آن واژه معرفی می‌کند. این کتاب را فریدون فاطمی به فارسی برگردانده‌است.همچنین اخیرا ترجمه ی دقیق تر این کتاب توسط مالک حسینی (انتشارات هرمس / کرگدن) از المانی به فارسی چاپ شده است
این دومین رسالهٔ عمدهٔ ویتگنشتاین است که فلسفه دوم وی را نیز شامل می‌شود.
به عقیدهٔ وی فلسفه وظیفهٔ گشودن گره‌های زبانی را دارد و این عمل را به واسطهٔ بازی زبانی به نمایشی عینی می گذارد.